# التمهيد في علم التجويد
التمهيد في علم التجويد، هو كتاب لمحمد بن محمد بن محمد بن محمد بن علي بن يوسف، أبي الخير ابن الجزري، والكتاب في علم التجويد، وهو العلم الذي يبحث في الكلمات القرآنية، من حيث إعطاء الحروف حقها ومستحقها، وحق الحرف هو: مخرجه وصفاته التي لا تفارقه كالهمس والجهر. ومستحقه هو الصفات التي يوصف بها الحرف أحيانا، وتفارقه أحيانا، كالتفخيم، والترقيق بالنسبة للراء.
وقد ذكر المؤلف فيه عشرة أبواب استوفى فيها موضوعات التجويد، بدأ الكتاب بذكر القراء وما يستفاد بتهذيب الألفاظ، وختمه بأدعية ختم القرآن، ومن الموضوعات التي تطرق لها في كتابه: تمييز الظاء من الضاد، والوقف والابتداء، وألقاب الحروف وعللها. ومن مميزات الكتاب: شموله لأبواب التجويد كلها، واحتواء الكتاب على زيادات في الأبواب لا توجد عادة في كتب التجويد، مثل التفريق بين الظاء والضاد، وكلامه عن القراء.

## موضوع الكتاب
الكتاب في علم التجويد، وهو العلم الذي يبحث في الكلمات القرآنية، من حيث إعطاء الحروف حقها ومستحقها، وحق الحرف هو: مخرجه وصفاته التي لا تفارقه كالهمس والجهر. ومستحقه هو الصفات التي يوصف بها الحرف أحيانا، وتفارقه أحيانا، كالتفخيم، والترقيق بالنسبة للراء. 
وقد ذكر المؤلف فيه عشرة أبواب استوفى فيها موضوعات التجويد، بدأ الكتاب بذكر القراء وما يستفاد بتهذيب الالفاظ، وختمه بأدعية ختم القرآن، ومن الموضوعات التي تطرق لها في كتابه: تمييز الظاء من الضاد، والوقف والابتداء، وألقاب الحروف وعللها.

## سنة تأليف الكتاب
ألف ابن الجزري هذا الكتاب في أول حياته العلمية، وذلك سنة 769هـ، وقد أحال المؤلف على هذا الكتاب في كتبه الأخرى مثل النشر، وغاية النهاية.

## موضوعات الكتاب
قسم المؤلف كتابه إلى عشرة أبواب:
- الباب الأول: تحدث فيه عن قراءة القراء في زمانه، وما ابتدعه بعضهم وما أحدثوه في قراءة القرآن الكريم، كما تحدث عن تهذيب الألفاظ وثمرة تقويم اللسان.
- الباب الثاني: تكلم فيه عن معنى التجويد، والفرق بينه وبين الترتيل والتحقيق، وكيفية التلاوة، كما تطرق لقوله تعالى: {وَرَتِّلِ الْقُرْآنَ تَرْتِيلًا} [3]، وذكر قراء الأئمة.
- الباب الثالث: ذكر فيه أصول القراءة الدائرة على اختلاف القراءات.
- الباب الرابع: تكلم فيه عن اللحن، وأنه ينقسم إلى خفي وجلي.
- الباب الخامس: تعرض فيه لأَلِفات الوصل والقطع، وأقسامها وورودها في القرآن الكريم، والألفات التي تكون في أوائل الأفعال، والألفات التي تكون في أوائل الأسماء.
- الباب السادس: تحدث فيه عن الحروف والحركات، وحروف المد واللين.
- الباب السابع: تحدث فيه عن ألقاب الحروف وعللها، وصفات الحروف وعللها، واشتراك اللغات في الحروف وانفراد بعضها ببعض.
- الباب الثامن: تكلم فيه عن مخارج الحروف، وهو من أطول أبواب الكتاب، حيث ذكر فيه مخرج كل حرف بعينه.
- الباب التاسع: ذكر فيه أحكام النون الساكنة والتنوين والمد والقصر.
- الباب العاشر: أفرده للوقف والابتداء، وقد فصل الكلام فيه.

وقد ذكر المؤلف بعد ذلك باًبا في التفريق بين الظاء والضاد، وكذا بعض الأدعية، وختم بها كتابه.